# Schweizer Schiesssportverband
Der Schweizer Schiesssportverband (SSV) ist die Dachorganisation der Schweizer Schützen. Er entstand 2001 aus der Fusion des Schweizerischen Schützenvereins (SSV, gegründet 1824 in Aarau) mit dem Schweizerischen Sportschützenverband (SSSV) und dem Schweizerischen Arbeiterschützen-Bund (SASB). Seit der Reorganisation 2011 setzt der Verband den Fokus stärker auf das Sportschiessen, welches in gewissen Disziplinen auch eine olympische Sportart darstellt.
Der SSV ist mit rund 130'000 Mitgliedern, davon 56'000 lizenzierten Schützen, der viertgrösste Sportverband der Schweiz und vertritt rund 2'600 Vereine und 35 Mitgliederverbände.

## Struktur
Der Schweizer Schiesssportverband betreut die Sportler in den Disziplinen:
- Gewehr 300/50/10 Meter
- Pistole 50/25/10 Meter

Der Verband wird strategisch von einem Vorstand geführt. Die operative Führung erfolgt durch die Geschäftsstelle im Haus der Schützen in Luzern mit den Kompetenzzentren Spitzen- und Breitensport, Ausbildung/Nachwuchs, Kommunikation und Finanzen. Präsident ist Luca Filippini, Geschäftsführer ist Beat Hunziker.
Der SSV ist seit 1941 Mitglied von Swiss Olympic. Er ist der schweizerische Ansprechpartner der International Sport Shooting Federation und der European Shooting Confederation.

## Veranstaltungen

### Feldschiessen
Der SSV organisiert unter anderem das jährliche Feldschiessen, den grössten Schützenanlass der Welt mit rund 135'000 Teilnehmern an dezentralisierten Standorten, welches seit über 130 Jahren immer im Frühsommer stattfindet.
Die Entwicklung des Feldschiessens hing im 20. Jahrhundert weitgehend mit derjenigen des Obligatorischen Schiessens der Schweizer Armee zusammen. 1850 wurde erstmals das jährliche Zielschiessen für Mannschaften eingeführt, wobei die Schiessresultate jedoch allgemein unbefriedigend waren («von den auf die mittlere Distanz von 300 m auf Mannsfigur abgegebenen Schüssen haben nur 15 % getroffen und 85 % sind vorbeigegangen»). Aufgrund dieser Erkenntnisse wurde 1872 ein verpflichtendes ausserdienstliches Schiessen auf dem Twannberg im Kanton Bern organisiert. Seit 1879 existieren Belege eines regelmässigen kantonalen Feldschiessens in den Kantonen Bern und Solothurn.
Über die Jahre hinweg fasste das Feldschiessen jedoch nur in einigen wenigen Kantonen Fuss. Mit der finanziellen Unterstützung des SSV ab 1899 und der Etablierung gesamtschweizerischer Regeln ab der Jahrhundertwende setzte sich das Feldschiessen nach und nach durch. Ab 1919 wurde nebst dem Gewehrfeldschiessen ausserdem das Pistolenfeldschiessen (auf kürzere Distanz) durchgeführt und ab 1926 nahmen erstmals alle damaligen Kantone am Feldschiessen teil. Seit 1940 wird das Feldschiessen jährlich durchgeführt.

### Eidgenössisches Schützenfest
Der SSV zeichnet ausserdem für das zurzeit in Fünfjahresschritten durchgeführte Eidgenössische Schützenfest verantwortlich. Vergangene Feste fanden an folgenden Orten statt:
| - 1824: Aarau - 1827: Basel - 1828: Genf - 1829: Freiburg - 1830: Bern - 1832: Luzern - 1834: Zürich - 1836: Lausanne - 1838: St. Gallen - 1840: Solothurn - 1842: Chur (Quaderwiese) - 1844: Basel - 1847: Glarus - 1849: Aarau - 1851: Genf - 1853: Luzern - 1855: Solothurn - 1857: Bern - 1859: Zürich - 1861: Stans | - 1863: La Chaux-de-Fonds - 1865: Schaffhausen - 1867: Schwyz - 1869: Zug - 1872: Zürich - 1874: St. Gallen - 1876: Lausanne - 1879: Basel - 1881: Freiburg - 1883: Lugano - 1885: Bern - 1887: Genf - 1890: Frauenfeld - 1892: Glarus - 1895: Winterthur - 1898: Neuenburg - 1901: Luzern - 1904: St. Gallen - 1907: Zürich - 1910: Bern | - 1924: Aarau - 1929: Bellinzona - 1934: Freiburg - 1939: Luzern - 1949: Chur - 1954: Lausanne - 1958: Biel - 1963: Zürich - 1969: Thun - 1979: Luzern - 1985: Chur - 1990: Winterthur - 1995: Thun - 2000: Bière - 2005: Frauenfeld - 2010: Aarau - 2015: Raron/Visp - 2021: Luzern (ESF2020) - 2026: Chur |

## Verbandskommunikation
Der SSV ist Herausgeber des Magazins Schiessen Schweiz mit eigener Redaktion, welche in die Kommunikationsabteilung integriert ist.
Seit der Reorganisation des SSV im Jahre 2011 erschien das Magazin Schiessen Schweiz monatlich in Hochglanz-Magazinform und umfasste nebst Technischem, Resultaten und Berichten aus dem Schiesswesen auch jeweils ein grösseres Interview mit Prominenten auch von ausserhalb des Schiesssportes. Es wurde in einer Ausgabe dreisprachig geführt.
Per Anfang 2015 wurde die Kommunikation via Internet gestärkt, sodass Schiessen Schweiz in gedruckter Form noch quartalsweise und in drei Landessprachen erscheint. Die primäre Kommunikation findet nun über Newsletter sowie die sozialen Medien statt. Gedruckt wird das Magazin seit 2011 in Langenthal bei der Firma Merkur Druck AG.
Nebenbei betreibt der SSV auch die aktualitätsbezogene Webseite mit Resultaten und Informationen aus dem Verband, den Unterverbänden sowie den einzelnen Vereinen.

## Interessengemeinschaft Schiessen Schweiz
Der SSV koordiniert auch die Aktivitäten der Interessengemeinschaft Schiessen Schweiz (IGS). Dabei handelt es sich um einen losen Verbund von Verbänden und Organisationen, die sich nach eigenen Angaben «dem Schweizer Schiesssport verschrieben haben und diesen erhalten und fördern wollen». Dazu gehören neben dem SSV unter anderem der Eidgenössische Armbrustschützen-Verband, JagdSchweiz und Pro Tell.
Die IGS engagiert sich vornehmlich im Rahmen von Volksabstimmungen mit Bezug zum Schweizer Waffengesetz. 2009 bekämpfte sie die Volksinitiative «Für den Schutz vor Waffengewalt», 2019 die Umsetzung der EU-Waffenrichtlinie im Schweizer Waffenrecht.
Gemäss eigenen Zahlen vertritt die IGS Verbände mit insgesamt «fast 200'000 Mitgliedern». Präsidiert wird die IGS ebenfalls von Luca Filippini, dem Präsidenten des SSV.

## Kritik
Dass die neue Mitgliederkarte (Schützenlizenz) gleichzeitig eine Visa-Kreditkarte ist, wurde von einigen Mitgliedern kritisiert.